# Crisalidi
Crisalidi è un documentario di Mirko Locatelli del 2005, prodotto dalla Officina Film in collaborazione con la provincia di Milano e con il contributo di Filmmaker.

## Distribuzione
Il documentario è distribuito in Italia in DVD da Officina Film.

## Riconoscimenti
- Premio "Paesaggi Umani" Filmmaker Festival (2005)
- Premio Cinemavvenire RomaDocFest (2006)
- Premio Miglior documentario in concorso RomaDocFest (2006)
- 1º Premio sezione Documentari GenovaFilmFestival (2006)
- Menzione speciale della giuria sezione documentari Menzione speciale “Nati due volte” Overlook Film Festival (2007)
- 2º Premio Sezione "Il nostro tempo è ora" Festival del documentario Premio Libero Bizzarri (2007)